# Quake
『Quake』（クエイク）はid Softwareによって開発されたファーストパーソン・シューティングゲーム (FPS)である。ゲームデザインはアメリカン・マギーが担当。

## 概要
Quake以前のFPSでは、フィールド（建物や部屋の構造等）だけを3D描画し、それ以外のオブジェクト（キャラクター、武器、アイテム等）に関しては、主にビルボードと呼ばれるスプライト描画テクニックによって2D描画されるのが普通であったが、Quakeからは登場する殆ど全てのオブジェクトが3D描画されるようになった。また、ゲームシステムとしても、DOOMでは実現されなかった高さの概念が導入され、ゲーム内容も高低差や立体交差などの3次元要素を充分に生かした物となっていた。
フル3DのFPSの元祖だけではなく、それまでのマルチプレイではIPX/SPXのみのサポートであったネットワークプロトコルが、TCP/IPをサポートすることにより、インターネットでのマルチプレイゲームを意識したゲームとしても斬新であり、QuakeSpy（のちのGameSpy）等、サーバブラウザという現在では当たり前の機能のきっかけを作った。
ゲームエンジンのライセンスビジネスとしても成功を収め、多くのQuakeエンジンを使用したゲームが開発された。
日本では初代QuakeのMS-DOS版がP&Aから、Windows版がゲームバンクから、Quake IIがアクティビジョン・ジャパン、サイバーフロントから、Quake III ArenaがP&A、サイバーフロントからリリースされている。
2007年8月よりQuake 1、2、3とそれぞれの拡張パックがsteamで販売されている。
本国ではQuake 1、2、3のセットであるUltimate QuakeにQuake 4もセットにした『Quad Damage Combo』が発売されていた。

### シングルプレイヤー
シングルプレイヤー（一人用ゲームモード）では、本作と同じくid Softwareが開発したDOOMと同様に、敵を撃ち倒し、武器や弾薬やパワーアップアイテム等を拾い、ロックされた扉などを開ける為の鍵などを見つけながらステージを進めていくのが基本である。
例外的にQuake III: Arenaでは、この形式のシングルプレイヤーモードは存在せず、後述のマルチプレイヤーゲームをBotと呼ばれる、コンピューターが操作する敵プレイヤーと対戦する形式になっている。

### マルチプレイヤー
マルチプレイヤー（対戦モード）とは、LANやインターネット接続を介してゲームサーバーに接続し、他者（人間が操作）が操作するプレイヤーと対戦するモードである。通常、ゲームサーバーは有志の手によってLinuxかWindowsのPC上で稼動している事が多い。Quakeシリーズには多種多様なルールが存在するが、以下に主要な物を示す。
Quake 2まではcoopモードと呼ばれる、シングルプレーを多人数でプレーするモードも搭載されている。
「Free For All (FFA)」もしくは「Death Match (DM)」
これはサーバーに接続した者全員が敵同士という設定で、任意の敵を倒す度に得点が1frag（1ポイントの事）加算されるルールである。敵を倒すためには、敵のヘルス（体力の事）が0になるまで弾薬や爆風を浴びせる必要がある。このルールでは通常、自爆（自らが発射したロケットランチャーの爆風に巻き込まれて死亡したり、高い所から落下した際にヘルスが0になり死亡した場合や、水中で溺れた場合等）をすると1frag減点されるのが普通である。勝利の条件としては、決められたfrag数を先に獲得した者、もしくは決められた一定時間内に最もfrag数を稼いだ者が勝者となる。
「Duel」、「Tournament」もしくは「Tourney」
基本的なルールはFree For Allと同じだが、1対1の対戦に特化したモードである。Free For Allと基本的なルールは殆ど同じだが、マップ上のアイテムや武器の配置に微妙な差がある場合が多い（特にQuad DamageやRegeneratorのようなパワーアップアイテムが出なくなる）。『Quake 4』では、DuelモードをアレンジしたTourneyと呼ばれるが採用されており、サーバー上で自動的にシングルイリミネーションのトーナメントが生成される。
「Team Death Match (TDM)」
Free For Allでは全員が敵同士であるが、このルールの場合には、例えば4対4などのチームに別れて戦う事になる。このルールでは誤って味方を倒してしまうと、fragが減点されるのが普通である。通常は、決められた一定時間内により多くのfragを多く稼いだチーム、つまり各チーム全員の個人frag数の合計値が高い方の勝利となる。
「Capture the Flag (CTF)」
CTFはTDMと同様に、2組のチームに別れて行うチーム戦のルールである。各チームにはベース（基地）と呼ばれる部屋があり、その部屋の中の定位置に旗が立っている。CTFでは、敵のベースから旗を奪い、その旗を自軍のベースに持ち帰り、定位置に立っている自軍の旗に触れると「キャプチャー」となり、チームポイントが加算される。なお、敵の旗を自軍のベースに持ち帰っても、自軍の旗が敵に奪われた状態だとキャプチャーは出来ない。この場合は、自軍の旗を奪った敵を探し出して倒し、取り返す必要がある（旗を持った敵を倒した後に、敵の死体付近に落ちている自軍の旗に触れれば、旗は自動的に自軍の定位置に戻される）。CTFでは、先に一定量のキャプチャー数に達したチームか、もしくは決められた一定時間内により多くキャプチャーをしたチームが勝者となる。このルールは、TDMと同様にQuakeシリーズでは定番のチーム戦のルールの1つである。
QUAKEではインターネットが普及したこともあり様々なクランが組織された。大規模なクランでは百名以上が所属している場合もある。

### ストレイフジャンプ&バニーホッピング&ロケットジャンプ
この3つはシリーズ定番のテクニックとされている。実際にはQuake Worldで発見されたバグであったが、これがプレイの幅を広げるということでQuake IIからはストレイフジャンプとロケットジャンプが仕様として残され、Quake IIIのMODであるCPMAのCPMモードではこの2つに加え、バニーホッピングが使えるという仕様となっている。
ストレイフジャンプの具体的理論としては、ジャンプを連続で続ける事により減速せずに進み、また前進しながら右移動+視点右振り（もしくは左移動+視点左振り）をすることにより加速する。
バニーホッピングはこの動作を最初の加速だけ前進して、その後は前進キー無しで連続ジャンプと左右移動+視点移動で加速させていく。ストレイフほどの加速は得られないが、ストレイフと違い空中でカーブする事が出来る。
ロケットジャンプはジャンプした瞬間に自分の足下にロケットを撃ち込む事により、そのノックバックを利用して大ジャンプするテクニック。勿論自爆ダメージは喰らうことになるが、普通のジャンプでは届かない所に上ったり、ストレイフジャンプで加速してジャンプしても届かない距離をジャンプする事が出来る。

## シリーズ

### Quake（1996年）
シリーズ第1作にしてジョン・ロメロ最後のid softwareでの作品でもある本作は、1996年6月25日にリリースされた。
スリップゲートと呼ばれる時空転送装置を利用し、地球へ向けて攻撃を仕掛けて来る敵 (Codename:Quake) に対して、それを利用して逆に敵地に攻め込んで壊滅させるというストーリー。『DOOM』のように悪魔的であると同時に、ファンタジーとSFを融合させた独特の世界観を持っていた。Quake IIで大幅に世界観が変わってしまったことより、現在ではQuake II→Quake 4のストーリーが正史とされており、本作は番外編に近くなっている。
マップレベルは4つ+ラストステージの5パート構成で、それぞれ武器や体力はリセットされる。難易度は4段階から選択可能。
本作は『DOOM』と同様のシステムを持ちつつも、サウンドやグラフィックが改善された。また、『DOOM』をはじめとする従来のFPSでは複数の絵を組み合わせて疑似的に3Dを表現していたのに対し、本作では3Dポリゴンが導入されており、角度によって見え方が変化するようになった。
加えて、本作はファーストパーソンシューティングゲームの歴史においてはじめてTCP/IPネットワークプロトコルによるオンライン対戦を導入した。
その後、オンライン専用クライアントQuakeWorldが公開され、オリジナルのクライアントはNetQuakeと呼ばれるようになった。
このほかにも、Windowsに対応したWinQuakeや、インターネット対戦用にネットコードを改善したQuakeWorld、OpenGLのハードウェア・レンダリングに対応したGLQuake（これは3dfx社のVooDoo売り込みのため、対応してくれと言うアピールもあった）など、様々な公式パッチがリリースされた。GLQuakeを利用しない場合でも、Quakeはソフトウェア・ラスタライザを内蔵していた為、3Dハードウェアを持っていない環境でも3D描画でプレイする事が出来た。
Ultimate Quakeでは既にパッチが導入されており、「Dos Quake」「Win Quake」「GL Quake」の3種類が一度にインストールされる、ただしQuakeWorldは自力でインストールする必要がある。Steam版のQuakeはQuake Worldもインストール済みとなるが、逆にDos Quakeがインストールされず（Steamのシステム上インストールはされているはずだが起動不可）、Win Quake、GL Quake、Quake World、GL Quake Worldの4種類となる。数々の拡張パックに加え、ゲームの世界観を大幅に変えてしまうトータル・コンバーションMODが、id Software純正・非純正を含め発売された。
日本では発売されていないものの、コンソールではミッドウェイゲームズよりNINTENDO 64、セガ・オブ・アメリカよりセガサターンに移植されている。

#### 使用可能武器
プレイヤーが使う武器は、斧に加え、ショットガンをはじめとする数種類の銃器とである。
また、一部の武器は弾薬が共通しており、該当例としてはショットガンとスーパーショットガンが挙げられる。
これらの武器は長所と短所があり、たとえば雷撃を放つライトニングボルトは射程は短いが強力なダメージを与えられる。また、水中で使うと自分も含めて一定の範囲内の全員が感電する。
以下公式トータルコンバージョンMODであるQuake Mission Pack1 "Scourge of Armagon"では、複数の武器が追加された。
このうち、壁で跳ね返るショットを発する「Laser Cannon」と、ハンマー「Majoliner」は、ライトニングボルトと共通の弾丸を使う。
武器以外のパワーアップアイテムとして、一定時間4倍になる「 クワッドダメージ」、体力値が666になり、30秒間無敵になる「 ペンタグラム」がある。
また、敵に見つかりにくくする「リングオブシャドウ」もある。
加えて、敵キャラクターの一種エンフォーサーの装甲服と同じスーツ・バイオスーツは入手すると30秒間ヘドロの中をダメージを受けること無く泳ぐことができる上、水中でも息継ぎが必要無くなる。

#### モンスター
以降のシリーズとは異なり、ファンタジーに登場するような中世風の容姿をしたものや、エピソード1ボスのクサンや、最終ボスのシュブ＝ニグラスのようにクトゥルフ神話に登場するモンスターが多い。
これらのモンスターには上位版が存在しており、前述のエンフォーサーはグラント（自我を失った兵士）の上位版にあたる。

#### 開発（Quake I）
id softwareの創設メンバーの4人は激務の傍ら、TRPG『ダンジョンズ＆ドラゴンズ』で息抜きをしており、ジョン・カーマックがダンジョンマスターを務めたシナリオには、ハンマーや斧を得物とするクエイクというキャラクターがいた。
彼らはクエイクを題材とした作品を作りたいと考えており、「Commander Keen in Goodbye, Galaxy」のクレジット画面で、プロトタイプの開発が「Quake: The Fight for Justice」として記載していたほどだった。だが、当時の技術では思い描く世界観を実現できないということでいったんはお蔵入りとなった。
その後、id softwareが『Wolfenstein 3D』や『DOOM』シリーズなどのFPSを矢継ぎ早に売り出していく中で、ジョン・カーマックは完全3Dレンダリングを売りとしたゲームエンジンid Tech 2の開発を進めていた。とはいえ、ジョン・ロメロは完全な3Dグラフィックスでどのようなゲームが作れるのか想像がつかず、クエイクがハンマーを投げて建物を壊したり、キャラクターが崖から飛び降りた際にカメラが回転するといった場面を考えた程度であった。
カーマックは、方眼がひかれた平面に描いた図形を立体化させる“Brushes（ブラシュ）”という手法を用いてデモレベルを作成し、「Quake」の導入部分であるマップ「E1M1」へと発展した。
とはいえ、より迅速なマップ作製にはレベルエディタが要るため、ジョン・ロメロは「QuakeEd」を用意した。このエディタは傾斜の作成に時間がかかったとジョン・ロメロはGDC2022の中で振り返っており、たとえば前述の「E1M1」にある扉の場合、複数のパーツを組み合わせ、エディタの画面を切り替えながら作られた。
開発チームのジョン・ロメロはゴシック・ホラーの要素を強調し、敵の数を絞る代わりに威力を高めて印象付けるゲームデザインを希望した。
ティム・ウィリッツとジョン・カーマックは『DOOM』のようにSFを取り入れたほうが良いと主張し、一時はロメロと意見が割れたが、結局ロメロの意見を飲んだ。
ところが、ビルドの内容があまりよくなかったため、急遽DOOM調の世界観に変更された。
時間が押していたため、作成済みのマップデータを用いることとなり、異なる世界観同士の整合性を保つべく、難易度とエピソードの選択機能を付与した。なお、ロメロが採用を希望していた要素は、その後追加ミッションパックという形で導入された。
BGMはインダストリアル・ロックバンドのナイン・インチ・ネイルズが担当しており、ネイルガンの弾薬箱にナイン・インチ・ネイルズのロゴ (NIN) があしらわれている。

#### 反響（Quake I）
反響
本作は大ヒットした。
また、本作のゲームエンジンQuake Engineも様々なソフトやエンジンに影響を与えており、たとえばValve Softwareが1998年に発売した『ハーフライフ』では同エンジンを大幅に改変したGoldsource(GoldSrc)が用いられた。
加えて、本作のMODも多数公開されおり、CTFルールにクラス制を導入した『Team Fortress』のように単独ソフトへと発展したものもある一方、2014年の時点で一般的なOSでは利用できないものや、MODそのものが入手不可能となったものもある。
さらに、世界中のファンコミュニティでは、主人公の見た目を大幅に変更するスキンの公開が流行し、日本国内のコミュニティではドラえもんをはじめとする人気キャラクターを模したスキンが公開された。一方で、本作の仕様を悪用したプレイによるサーバートラブルも発生していた。
評価
ファミ通のBRZRKは、ステージの流れについて、全く雰囲気が異なるデザインの組み合わせだとしつつも、当時は撃ち合いが楽しかったのでステージについては気にならなかったと振り返っている。
また、BRZRKはニンテンドー64版について、無理やり移植した感じが否めず、PS版やセガサターン版と比較すると見劣りするとしつつも、出来は良いとしている。
受賞・ノミネート
2023年、本作はストロング国立演劇博物館によるゲームの殿堂にノミネートされた。

### Quake II（1997年）
シリーズ第2作。ローグエンターテイメントによって開発された。
物語は、四肢や臓器のパーツ確保のために人類を狙うサイボーグ異星人・ストログ (Strogg) と、人類との死闘を描く。
コンソールではアクティビジョンよりPS、NINTENDO64に移植されている。また、Xbox 360版Quake 4にもボーナスディスクとして収録されている（但しBGMはカットされている）。全て日本国内では未発売。
また、2019年6月6日には、NVIDIAより、レイトレーシング技術などを用いたリメイク版『Quake II RTX』が無料で配信された。

#### 開発（Quake II）
当時のid Softwareの主要アーティストの一人であるジョン・ロメロがid Softwareを退社した後、新たなゲーム・エンジンを約1年ほどで完成させ、1997年のE3で公表された。それは前作のQuakeを凌ぐ高度なグラフィックスで、当時のE3の注目の的となった。
ゲーム内容はQuakeよりもシングルプレイに力を入れ、武器などもシングル向けにクセをつけるなどして微調整を図った。
マップの構成も変更されており、前作まではマップ間の移動が直線的だったのに対し、本作では司令部からの指示に合わせる形でマップの往復が取り入れられた。
ファミ通のBRZRKは、大きな戦場を表現するために、1つのミッションにつき複数のマップをまたぐ手法を取り入れたのだろうと推測し、これによって前作よりも1ミッション当たりの手ごたえが上がったとしており、同様の手法を取り入れた『ポスタル2』のようにロードを繰り返す事象を抑えられた点についても評価している。
また、前作の発売当初より市場に流通しているパソコンの性能が上がったことで、敵キャラクターの種類や動きも多様化し、倒されても最後の攻撃をしてくるものも出せるようになった。
前作同様、一部の銃器は共通の弾薬を用いる一方、既存の武器の一部は弾薬の種類が変更されたほか、初期装備は斧から光弾を発射するブラスターガンに変更された。
また、レールガンやBFG10Kをはじめとする新規の武器も追加されている。
一方、マルチではマシンガンの反動が無くなるなど、シングルとは別の調整が施されている。またQuake Worldをベースにネットコードの改善をはかり、よりスムーズな通信対戦を可能にした。
公式の拡張パックのうち、ミッションパック『QUAKE2:Ground Zero』と『QUAKE2:The Reckoning』は主人公とは別の兵士の視点から描かれており、それぞれ武器が追加されている。
これとは別に、数々の有志に作成されたModやマップ、スキン等が存在する。Ultimate QuakeにはThree Wave CTFというMODが付属している。

#### 反響（Quake II）
BRZRKによると、売り上げは良かったものの、前作『QUAKE』のファンの中には『QUAKE II』の仕上がりが安っぽいとして受け入れられなかった一方、『DOOM2』から『QUAKE』での作風の変化に戸惑ったプレイヤーが『QUAKE II』の世界観に魅力を感じて購入し、最終的に世界的な大ヒットを記録したとされている。
前作同様、本作もMODの作成やデモの題材として用いられた例もあり、たとえばantonior-softwareという団体は、自社エンジンのデモとして『QUAKE II』を2D化したものを公開していた。

### Quake III Arena（1999年）
シリーズ第3作。
完全なマルチプレーヤーゲームとして提供された作品で、シングルモードはBot（コンピュータが操作するプレイヤー）と1v1またはFFAでの対戦となっている。多数の標準プレーヤーモデルに加え、有志作成者により多くのモデルやMod、マップなどが発売されている。後にid softwareのTim Willitsに、カジュアルゲーマーはプレーがほとんど不可能な失敗作、とまで言われるなどハードルは高いとされているが完成度は高く、大規模大会での採用も多い。当時の同系統の作品には、Unrealをマルチプレイに特化させゲーム・オブ・ザ・イヤーを受賞したUnreal Tournamentがある。
拡張パックとして、チームプレイゲームに特化したQuake III: Team Arenaが存在する。
コンソールではセガよりドリームキャスト、エレクトロニック・アーツよりQuake III RevolutionというタイトルでPS2に移植されている。日本ではPS2版がエレクトロニックアーツ・スクエアより発売されているが、オンライン未対応。
本作から全ての武器で別の弾薬を使用するように変更された。初期武器は近接用のガントレットと即着武器のマシンガンが用意されている。また、特定の方法で敵を倒すと称号が手に入り、例えばガントレットで敵を倒すとHumiliationという称号がもらえる。team arenaでは、粘着地雷を射出するプロックスランチャーと最大速度で連射するチェーンガンが追加された。

#### 評価（Quake III）
ニュースサイト「4Gamer.net」のウツリは、一人用のストーリーモードを排した分、マルチプレイ用のマップが多様化し、かつ丁寧に作りこまれていることに加え、アイテムや武器の登場ポイントも調整されている点を評価している。一方で、ウツリはマップが総じて狭い上、三次元的な広がりが若干不足しているため、そのあたりは好みがわかれるだろうとしている。

### Quake 4（2005年）
シリーズ第4作。
同作の開発はid Softwareではなく、『Soldier of Fortune』シリーズの開発で知られるRaven Softwareが担当した。
日本語マニュアル付き英語版が2005年10月27日にライブドアからリリースされたが、2006年10月2日を持って取り扱いが終了した。
コンソールではアクティビジョンよりXbox 360に移植されている（後にBethesda Softworksより再販版がリリースされている）。日本国内では未発売だが、Activisionより発売された初期版はリージョンフリーなので国内版のXbox 360でもプレイ可能である（但し初期版のみに収録されているボーナスディスクのQuake IIにはリージョンがかけられておりプレイ不可）。
グラフィックエンジンはDOOM3の改造エンジンを使用している。
シングルモードのストーリーは『Quake II』の続編となり、地球軍対ストログ軍の全面戦争を題材としている。マルチプレイはDoom3エンジンを利用してQuake III: Arenaを再現した、スピーディなFPSである。
ポイントリリース1.3パッチでロケットランチャーの弾速向上や移動速度の上昇、今までとは別の画質調整機能の導入。ポイントリリース1.4βパッチから最大FPSの引き上げ（60→125。現在ほとんどのサーバーで90fps設定）、レールガンの弱体化（初期弾丸が10→5、威力が100→90。1.4.1βにて初期弾薬は7へ再調整）、ヒットボックスの縮小が行われた。
シングルプレイでは武器のアップグレードを可能にするシステムが導入された。ストーリーを進めるうちに、手持ちの武器のいくつかが改造処理を施され、より強力になるというもの。例えばネイルガンが追尾機能を搭載したり、ハイパーブラスターが壁に着弾すると跳ね返るなどである。マルチではあらかじめ調整されており、Dark Matter Gunは、シングルでは近くの敵を吸い込んで倒すのだが、マルチでは広範囲に爆風を発生させるなどの少々クセのある武器もある。
シングルプレイでは仲間が存在する。彼らは共に戦ってくれたり、怪我の治療を行ったりしてくれる。
現在大会ではQ4MAXと呼ばれるMODが使用されており、Quake IIIのCPMA同様にメニュー画面から多彩な設定が出来るようになっている。

#### 使用可能武器
MODによる改造はシングルのみ。またマルチではクリップの概念が無いため、リロードが無い。
ガントレット
マルチプレー専用武器。性能はQuake 3時とあまり変わらない。
ブラスターガン
シングルプレー専用武器。フラッシュライトを搭載し、弾数制限が無い。Quake 2と比べチャージショットが可能になった。
マシンガン
初期に入手出来る武器。スコープ、フラッシュライト（シングルのみ）を搭載。スコープ使用中はフルオート発射が出来なくなるが、若干ながら命中精度と威力が増加する。中盤に入手できるMODにより1クリップあたりの装填数が40→80に増加。
ショットガン
シングルでは威力が割と高い上に接近戦が多いので頼りになる武器。マルチでもロケットで削った後の追い討ちに使うなど使用頻度は割と高い。MODにより1クリップあたりの装填数が8から10に増加し、チューブマガジンからボックスマガジンに変更されることで、素早くリロードすることが出来る。
ハイパーブラスター
Quake 3のプラズマガンに比べると弾速は早くなったが当たり判定が小さくなり、当てにくくなった。そのためハイパーブラスタージャンプという移動手段に使われる事が多い。MODにより壁や床で反射するようになるため、角の向こうの相手を削るのに使えるようになる。
ライトニングガン
Quake 3に比べると射程が若干長くなり、ロケットランチャーで弱った敵を倒すのに使いやすい。MODにより当てた敵の近くにいる敵にもダメージが連鎖するようになる。シングルでは敵の体力が多い上に、マシンガンやハイパーブラスターと違いキックバックが無いために使いにくい武器になっている。
グレネードランチャー
射出から2.5秒後か直撃させると爆発する榴弾を射出する武器。シリーズ皆勤賞武器。シングルでは直撃ダメージより爆風ダメージの方が大きく設定されており、爆風で角や箱の向こう側を攻撃することが出来るため鈍足な敵には効果的だが、近距離では爆風によるプレイヤーへのダメージの危険性がある。
ロケットランチャー
グレネードランチャーと同様、シリーズ皆勤賞武器。優れた攻撃能力を誇るが、過去のシリーズに比べると弾速が遅い為、相手の移動を読んで置いておくテクニックが更に重要になっている。シングルではMODにより装填弾数が増加 (1→3) し、レーザー誘導が可能になる。
レールガン
ポイントリリース1.4が出るまで前作以上に強化されていた。シングルでは3発ごとにリロードとなり、1発の威力は高くとも一定秒数に投入出来るダメージ量はそこまで高くないため、遠距離に見えた敵をズームで刺す為に使う事が多い。MODにより敵貫通機能が付く。
ネイルガン
Quake 1から再登場した武器。1発目が出るまで若干のタイムロスがあるが、連続命中によりマシンガンやハイパーブラスターを上回る威力を発揮する。シングルではMODにより1回目は装填弾数が増加 (50→100) し、2回目はズーム機能と敵のロックオン機能が付く。ズーム・ロックオン機能はボスや強敵との対戦で大いに役立つ機能で、逃げ回りながら敵を射抜くことも可能。
ダークマターガン
攻撃範囲の広い低速の黒球を放つ武器。連続命中により大ダメージを与えることが出来る。シングルでは、威力の割に弾は多めに手に入るので、ボス戦以外の難所でも使用することが出来る。マルチでは弾速とスプラッシュダメージ範囲がやや向上している。

### QUAKE LIVE
Quake III Arenaベースの完全無料オンラインゲームである同作は、2007年にクローズドβテストを開始し、2009年よりオープンβテストに移行した。
Quake 3からの主な変更点
- スキルマッチシステム : 多くのプレーヤーが楽しめるようにスキル差の激しい対戦が発生しにくくなっている。
- ブラウザ内プレー : ウインドモードはブラウザ内でプレーする事になった、従来通りのフルスクリーン動作も可能。
- ゲームモード : Quake 3のMODに搭載されていたClan Arenaモード及びinstagibの搭載
- 武器、アイテムの変更 : レールガン、ロケットランチャー等のダメージ低減、TeamArenaCTFのみTeamArena武器とアイテムを導入
- MAP : Quake 3のMAPのカスタマイズ、Quake III Team Arenaのマップの搭載、新MAPの追加

2009年4月半ばに日本国内サーバーが設置された。

## その他のシリーズ

### Enemy Territory: Quake Wars
Wolfenstein: Enemy TerritoryのQuakeバージョン。